# История железных дорог Боливии
История железных дорог Боливии началась в XIX веке. В течение трёх десятков лет предпринимались безуспешные попытки построить железные дороги, которые могли бы связать различные регионы страны, дать импульс к развитию промышленности, торговли и сельского хозяйства, добыче и экспорту полезных ископаемых.

Первая железная дорога в Боливии была построена в 1872 году.
В XIX веке добыча поблизости от Антофагасты селитры послужила толчком к появлению первых железнодорожных линий в Боливии. В связи с началом разработки серебряных рудников начали прокладывать железнодорожные линии от побережья Тихого океана к высокогорью.
Позднее, в начале XX века, добыча олова дает новый импульс к развитию железных дорог. В период с 1940 по 1960 году железные дороги строятся по соглашениям с Аргентиной и Бразилией, финансирование осуществляется за счёт поставок нефти.
В истории железных дорог Боливии можно выделить пять этапов развития:
- Период с 1870 по 1900 годы, когда происходит увеличение добычи серебра, горнодобывающие компании самостоятельно строят линии для вывоза руды, а также консолидируются под руководством президента Анисето Арсе для строительства железной дороги от чилийской границы до департамента Оруро.
- Второй период с 1901 по 1929 год. Это период наибольшего расширения железнодорожной сети, соединения с железными дорогами Перу и Аргентины, связывания железнодорожными линиями основных городов долины и нагорья.
- Третий период между 1930 и 1963 годами. Характеризуется самостоятельной работой железных дорог, принадлежащих иностранным государствам, дорог горнодобывающих компаний и государственных линий.
- Четвертый период между 1964 и 1994 годами. В этот период происходит национализация железных дорог, создание в 1964 году Empresa Nacional de Ferrocarriles del Estado (ENFE).
- Пятый период — после 1994 года. В это время происходит приватизацию железных дорог через процесс капитализации.

## Этапы

### Предыистория
В 1840-х годах в Боливии существовала потребность в перевозке большого количества нитратов. В 1856 году президентом Хорхе Кордова был объявлен конкурс на строительство железной дороги от города Калама в до порта Кобиха. Также было заключено соглашение между Перу и Боливией об объединении железной дорогой города Такна и Ла-Пас. Однако оба проекта так и не сдвинулись с мёртвой точки. В 1868 году был утверждён проект строительства дороги Кобиха — Потоси, но и он не был реализован.

### Первый этап
Этот этап развития охватывает период с 1870 по 1900 годы.
Для экспорта из страны селитры а затем и серебра нужно было перевозить большое количество грузов из районов добычи к местам перегрузки, к портам. Именно поэтому первый реализованный железнодорожный проект был осуществлён компанией Compañía de Salitres y Ferrocarril de Antofagasta занимающаяся добычей и транспортировкой селитры. Она построила первую железнодорожную линию в 1872—1873 гг. Дорога соединила порт Антофагаста (тогда это была территория Боливии) и Салинас. В 1873 году на первом участке линии, от Антофагасты до солончака Кармен, мулы, работавшие на перевозках селитры, были заменены товарным поездом в 10 вагонов.
В 1879 году между Чили, с одной стороны, и Перу и Боливией — с другой, вспыхнула Вторая тихоокеанская война, поводом для которой послужил конфликт между парламентом Боливии и компанией «Compañía de Salitres y Ferrocarril de Antofagasta». Парламент объявил договор 1872 года о беспошлинной добыче нитратов и их вывозе недействительным, ибо тот не был парламентом ратифицирован, как того требовала конституция Боливии от 1871 года. От компании потребовали налог в 10 центов с каждого центнера селитры, платить который компания отказалась и обратилась за помощью к Чили. Чилийское правительство вступилось, и будучи поддержанным Англией, начало боевые действия. На стороне Боливии выступило Перу, связанное с нею союзным договором. Война продлилась до 1883 года и закончилась поражением Перу и Боливии. Антофагаста вместе с областью и землями, по которым проходила дорога, отошла к Чили. К началу войны полотно дороги проложили до станции Салинас, что недалеко от солончака Чакабуко и в 98-и км от Антофагасты. Во время военных действий никакие работы на линии не проводились.

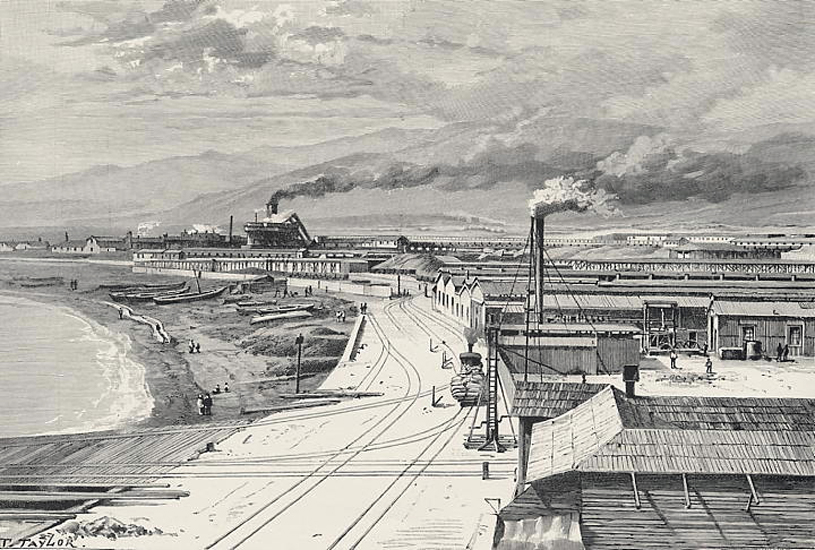
Железные дороги 1876 года в городе Антофагаста

В 1885 году компания Huanchaca de Bolivia и Compañía de Salitres y Ferrocarril de Antofagasta подписали договор о продлении линий к портовым сооружениям горнодобывающей компании. В 1886 году железная дорога пришла в город Калама, расположенный недалеко от новой границы и это вызвало недовольство в Боливии, так как по мнению большинства дорога не имела ни военной ни коммерческой ценности. Тем не менее, правительство Грегорио Пачеко (1884—1888) одобрило продление железнодорожной линии через Ascotán в Оруро законом от 19 июля 1887 года. Однако, когда железная дорога пришла на границу в 1887 году, компании потеряли взаимопонимание. Чтобы решить ситуацию, компания Huanchaca de Bolivia приобрела все права на линию за счет кредита в полученного в Великобритании. На её основе была создана 28 ноября 1888 года компания The Antofagasta (Chili) Bolivia Railway Co. Ltd. В 1889 году была построена линия от Антафагасты до Уюни протяжённостью 612 км. Huanchaca de Bolivia на собственные средства построила ветвь от Уюни до Pulacayo (36 км) и двенадцатикилометровую линию Pulacayo — Huanchaca с тоннелем в три километра длиной. В 1892 году линия была продлена от Уюни до Оруро (925 км).